# Charles de Waziers de Wavrin
Charles Louis Ghislain de Waziers de Wavrin ou de Waziers-Wavrin ( Mons, 22 février 1737 – Montignies-sur-Roc, 12 septembre 1816 ) était un noble, officier de dragons et propriétaire foncier des Pays-Bas méridionaux. Sa famille faisait partie de la Maison de Wavrin.

Blason de la famille de Waziers-Wavrin

## Histoire
En 1686, la famille entra en possession de la seigneurie de Montignies-sur-Roc et y habitait le château.
Jean-Louis de Waziers de Wavrin, seigneur de Montignies-sur-Roc, Larcamp, Walestine, Rampemont, se maria à Marie-Antoinette de Bergues Saint-Winock et fut l'avant-dernier seigneur féodal des dites terres et le père de Charles.

## Charles de Waziers de Wavrin
Charles de Waziers fut le dernier seigneur féodal de Montignies-sur-Roc, Rebreuviette, Camblain-Châtelain, Walestine et Rampemont. Il était capitaine au Régiment de Saint-Ignon, Dragons Autrichien et membre de la Chambre de la Noblesse des Etats du comté de Hainaut.
Il épousa en 1767 à Fontaine-l'Evêque (Hainaut), Claire de Rodoan (1728-1787), fille du baron Antoine de Rodoan et de Marie-Catherine du Chastel de la Howarderie.
Il n’est pas improbable qu’il ait séjourné dans les zones contrôlées par les Autrichiens pendant les années révolutionnaires. En mars 1816, à l'époque du Royaume-Uni des Pays-Bas, il obtint reconnaissance de noblesse en même temps que sa désignation comme membre du corps équestre du Hainaut. Néanmoins il n'est pas sûr s'il a eu le temps de lever les dites lettres de reconnaissances de noblesse avant sa mort au mois de septembre. C'est avec son décès que s'éteignit la maison de Waziers-Wavrin.
Il avait deux filles qui sont mortes avant lui :
- Alexandrine de Waziers de Wavrin (1769-1814), qui épousa son cousin Ernest du Chastel de la Howarderie (1760-1844). De ce fait, le domaine et le château de Montignies-sur-Roc devinrent la propriété de la famille du Chastel et, par leur intermédiaire, de la famille apparentée de la Motte Baraffe, qui en est toujours propriétaire aujourd'hui[1].
- Marie-Françoise de Waziers de Wavrin (1774-1802), qui épousa Albert Pépin (1763-1831), grand bailli de Tournai et du Tournainois[1].

## Littérature
- Félix-Victor GOETHALS, Histoire de la Maison de Wavrin, Bruxelles, 1866.
- P. DU CHASTEL, Généalogie de la Maison de Waziers-Wavrin, dans : Notices Généalogiques Tournaisiennes, T. III, 1866.
- Oscar COOMANS DE BRACHÈNE, État actuel de la noblesse belge, Année 2001, Bruxelles, 2001.